# Kasby
Kasby är en herrgård i Lagga socken i Knivsta kommun.
Kasby har tillhört Carl Carlsson Gyllenhielm, i slutet av 1600-talet släkten Cruus och kom kort därefter till släkten Lewenhaupt. Nuvarande huvudbyggnad är uppförd vid mitten av 1700-talet.